# Geraldo Vieira Gusmão
Dom Geraldo Vieira Gusmão (Itamarandiba, 12 de outubro de 1934) é prelado católico brasileiro, bispo-emérito da Diocese de Porto Nacional, a qual regeu de 1998 a 2009, quando se aposentou. Antes de ser bispo, fora presbítero da Arquidiocese de Diamantina.

## Biografia
Dom Geraldo nasceu em Itamarandiba, no Vale do Jequitinhonha, Minas Gerais, filho de Natália Araújo Gusmão e Santos Vieira da Costa.
Iniciou seus estudos em sua cidade natal. Em 1948, mudou-se para Diamantina, Minas Gerais. Concluiu o ensino médio em 1954. Depois disso, entrou para o Seminário Arquidiocesano local, onde cursou Filosofia (1955-1957) e Teologia (1958-1961). Foi ordenado presbítero em 3 de dezembro de 1961, em Itamarandiba.
Logo após sua ordenação, foi designado para operar como vigário nas paróquias de Sabinópolis e Materlândia, hoje parte da Diocese de Guanhães. Em 1964, foi nomeado incumbido da Paróquia de Nossa Senhora Aparecida de Córregos. Decorrido um ano, porém, foi transferido para a Paróquia Nossa Senhora Mãe da Igreja, em Três Marias. Aí esteve de 1965 até 1977, quando passou a ser reitor e professor de Moral no Seminário Arquidiocesano de Diamantina.
Retornou ao serviço pastoral em 1986, como pároco de Nossa Senhora da Conceição, em Várzea da Palma, coordenador da Pastoral da Arquidiocese. De 1990 a 1996, foi pároco da Imaculada Conceição de Serro. Após um período como diretor espiritual do seminário, em 1997, foi designado pároco de São João da Chapada, distrito de Diamantina, e de Santo Antônio de Curvelo.
Em 23 de dezembro de 1997, o Papa João Paulo II o nomeou bispo da Diocese de Porto Nacional, em Tocantins, a qual encontrava-se vaga havia dois anos. A sagração episcopal se deu em Curvelo, onde Geraldo era pároco, em 19 de março do ano seguinte, data em que a igreja comemora a memória de São José. Foi sagrante o então arcebispo de Belo Horizonte, futuro cardeal Dom Serafim Fernandes de Araújo, com auxílio de Dom Paulo Lopes de Faria, arcebispo de Diamantina, e Dom Alberto Taveira Corrêa, arcebispo de Palmas. A posse ocorreu nove dias depois.
Dom Geraldo governou a Diocese de Porto Nacional durante onze anos. Teve que renunciar ao múnus episcopal por atingir a idade limite recomendada pelo Direito Canônico, passando-o a Dom Romualdo Matias Kujawski, seu bispo coadjutor, de cuja sagração episcopal, no ano anterior, fora co-celebrante.
Desde sua renúncia, Dom Geraldo reside em Belo Horizonte, capital de seu estado natal. Em 26 de novembro de 2011, comemorou seu jubileu de ouro sacerdotal.
Em 12 de julho de 2015, participou das festividades referentes aos cem anos da Diocese de Porto Nacional.
Sua mãe, Natália Araújo Gusmão, faleceu em 21 de fevereiro de 2016, em Belo Horizonte, aos 104 anos de idade.